# سجن الرويمي
سجن الرويمي في ضاحية عين زارة جنوب شرق طرابلس العاصمة الليبية أو سجن عين زارة السياسي البركة للإصلاح والتأهيل وهو أحد السجون في مدينة طرابلس. وتعتبر منظمات حقوقية أنه منذ 2011 فان السجن شهد انتهاكات لحقوق الإنسان وهو الذي صار مسيراً فعلياً من قبل ميليشيات، في حين أن تبعيته الإسمية لوزارة العدل.

## وضع حقوق الإنسان بالسجن
حسب هيومان رايس ووتش فان سجن الرويمي (عين زارة البركة) إضافة لعدد من السجون في ليبيا به عمليات تعذيب واعتقال تعسفية مطولة.
في أغسطس 2013 شهد السجن تمرداً من المعتقلين والمساجين به، حيث اتهم النزلاء سلطات سجن الرويمي باستخدام العنف المفرط دون داعٍ لإجبارهم على إنهاء إضراب عن الطعام دام يومين. كما قالوا حسب هيومان رايس ووتش (إن الإضراب عن الطعام كان احتجاجاً على احتجازهم المطوّل دون مقابلة قاضٍ ودون أي إجراءات قانونية أخرى). وقد أصيب عدد من السجناء باطلاق الرصاص الحي بشكل مباشر من قبل الحراس دون استخدام الغازات المسلة للدموع سوى بشكل ثانوي.
كذلك أصدرت منظمة ضحايا الليبية لحقوق الإنسان تقريراً في 2015 عن وضع حقوق الإنسان في ليبيا ذكرت فيه أن مايزيد عن 15 % من نزلاء الجسم بعانون من أمراض فتاكة وسارية كالإيدز والتهاب الكبد الوبائي وكذلك اصابة مايزيد عن 10 % من نزلائه بأمراض الدرن. كذلك تنعدم في السجن الاجراءات الطبية الوقائية والإهمال المتعمد في الرعاية الصحية.
وذكرت أنه يوجد بالسجن العديد من الموقوفين به دون توقيف باجراءات قانونية من النيابة العامة. كذلك عديد الموقوفين من قبل النيابة العسكرية والذين لم يسمح لهم بحضور جلسات محاكمتهم لما يزيد عن 6 أشهر. كذلك هناك عديد الموقوفين تم الإفراج عنهم من النيابة العامة ولم يتم تنفيذ الإفراج من قبل إدارة السجن.

## مديروا السجن
- وسام إسماعيل اصميدة وهو قائد سابق لكتيبة من الجبل الغربي عرفت باسم (كتيبة شهداء العاصمة) في طرابلس ساهمت في الإطاحة بحكم القذافي وانضم لاحقاً لجهاز الشرطة القضائية وتم اغتياله في 25 يونيو 2013 أمام منزله في منطقة عين زارة.[4]
- هيثم بيت المال
- علي فرج الساعدي (المدير الحالي) وهو شقيق عضو المؤتمر الوطني العام (البرلمان السابق) عن ترهونة أحمد فرج الساعدي.